# Cayetano Luca de Tena y Álvarez Ossorio
Cayetano Luca de Tena y Álvarez Ossorio (Sevilla, 7 d'agost de 1862-Sant Sebastià, 6 de setembre de 1911), va ser un polític espanyol, alcalde de Sevilla.
Membre del Partit Liberal, va exercir el càrrec d'alcalde de Sevilla el 1906 i va ser elegit diputat a les Corts a les eleccions del 8 de maig de 1910 per Sevilla. També va ser president de l'Associació Sevillana de Caritat i vicepresident de la Societat d'Amics del País. Va estar casat amb Emilia Scholtz y Vaquera, el seu germà Torcuato Luca de Tena y Álvarez Ossorio (1861-1929), va fundar el diari ABC.
Quan era batlle de Sevilla, va impulsar el projecte de la Corta de Tablada destinat a facilitar la navegació cap al port de la ciutat. També va contribuir a la creació del grup escolar Reina Victòria, dissenyat per l'arquitecte Aníbal González, situat al carrer Pages del Corro del barri de Triana, que es va inaugurar el 1909 amb presència del rei Alfons XIII i la reina Victòria Eugènia de Battenberg. S'hi va col·locar una placa commemorativa. Aquest centre, modèlic en el seu moment, encara existeix, encara que se li va canviar de nom durant la II República espanyola com a José María del Campo.
Va morir a Sant Sebastià el 6 de setembre de 1911.